# Ambient (álbum)
Ambient es el segundo álbum de estudio del músico Moby. Fue lanzado el 17 de agosto de 1993 y recibió críticas mediocres; Moby no ganó popularidad en los años 1992 y 1993, hasta el lanzamiento de su tercer álbum de estudio Everything Is Wrong en 1995.

## Lista de canciones
| N.º | Título                  | Duración |  |
| 1.  | «My Beautiful Blue Sky» | 5:19     |  |
| 2.  | «Heaven»                | 8:16     |  |
| 3.  | «Tongues»               | 5:37     |  |
| 4.  | «J Breas»               | 2:47     |  |
| 5.  | «Myopia»                | 4:46     |  |
| 6.  | «House of Blue Leaves»  | 6:20     |  |
| 7.  | «Bad Days»              | 2:27     |  |
| 8.  | «Piano & String»        | 1:35     |  |
| 9.  | «Sound»                 | 1:11     |  |
| 10. | «Dog»                   | 7:35     |  |
| 11. | «80»                    | 2:05     |  |
| 12. | «Lean on Me»            | 3:51     |  |

## Créditos
Créditos obtenidos de las notas en el álbum Ambient.
- Moby - Productor
- Wendi Horowitz - Diseñador
- Bob Ward - Editor Digital
- Jill Greenberg - Fotografía